# Visitandinnenklooster (Kraainem)

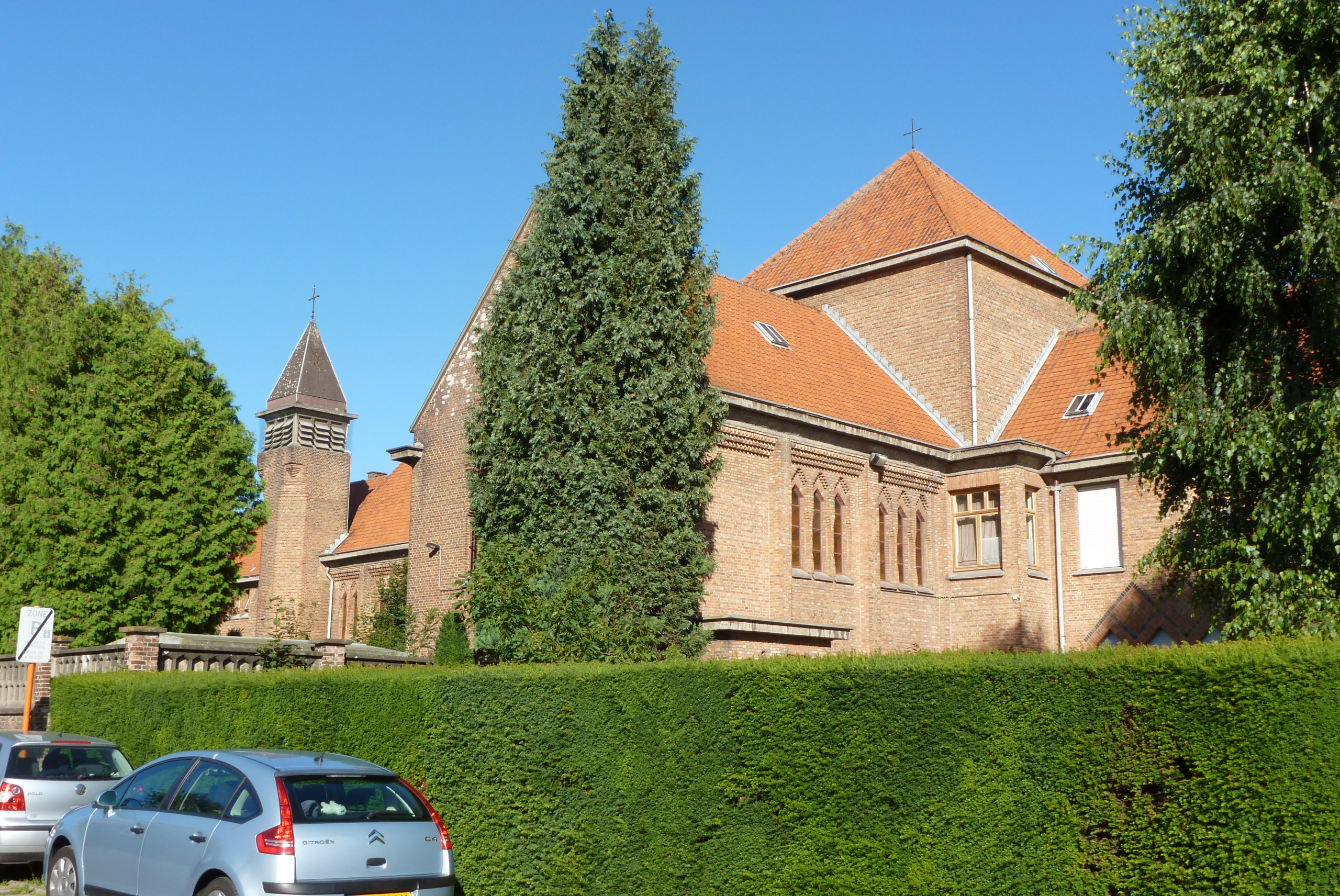
Visitandinnenklooster

Het Visitandinnenklooster is een klooster in de Vlaams-Brabantse plaats Kraainem, gelegen aan de Hebronlaan 1-5.

## Geschiedenis
De orde der Visitandinnen werd in 1610 gesticht en stichtte in 1667 haar eerste klooster in de Zuidelijke Nederlanden en wel te Brussel. In 1845 werd het klooster heropgericht en in 1930 verhuisde het naar een nieuw klooster te Kraainem. Dit was ontworpen door Dom Bellot.

## Gebouw
Het betreft een slotklooster dat zich oorspronkelijk op het platteland bevond. In het klooster zijn kenmerken te vinden van art deco en van de Amsterdamse School. Het gebouw, waarin 60 zusters kunnen worden gehuisvest, bestaat voornamelijk uit baksteen, maar ook beton werd veel gebruikt.
Het klooster bestaat uit een kloostergang, een kapel en de eigenlijke kloostergebouwen met, op de bovenverdieping, de kapittelzaal met neogotisch interieur waarvan de herkomst onduidelijk is. Het complex wordt gekenmerkt door een sobere vormentaal.